# Монтиери
Монтиѐри (на италиански: Montieri) е село и община в централна Италия, провинция Гросето, регион Тоскана. Разположено е на 704 m надморска височина. Населението на общината е 1255 души (към 2013 г.).